# Prosopocoilus wallacei
Prosopocoilus wallacei es una especie de coleóptero de la familia Lucanidae.

## Distribución geográfica
Habita en Halmahera, Bacan y Ceram (Indonesia).